# Arda Arménská
Arda Arménská byla manželka Balduina I. a první královna Jeruzalémského království.
Patřila k arménské národnosti a v literatuře je obvykle nazývána Arda, ač pro toto jméno chybí opora v pramenech. Byla dcerou knížete Thorose a ovdovělý křižák Balduin z Boulogne se s ní oženil zřejmě okolo roku 1097. Tehdy byl novopečeným hrabětem z Edessy a potřeboval Ardino věno ve výši 60 tisíc bezantů.
Roku 1100 se Balduin stal jeruzalémským králem a o čtyři roky později bezdětné manželství skončilo údajně proto, že byla Arda znásilněna muslimem.
Zapuzená choť odešla nejdříve do kláštera a její stopy mizí v Konstantinopoli, kde údajně proslula svým nevázaným životním stylem.